# Bracquetuit
Bracquetuit est une commune française située dans le département de la Seine-Maritime en région Normandie.
La sainte patronne de la commune est sainte Marguerite.

## Géographie

### Localisation
Localisée dans le pays de Caux aux portes du pays de Bray, Bracquetuit est une commune située à mi-chemin entre Rouen (39 km) et Dieppe (32 km).
La commune est située sur un plateau à une moyenne de 150 m d'altitude. On peut également remarquer l'existence d'une source.
On compte sur les terres de Bracquetuit 127 habitations réparties sur les hameaux comme suit :
- la Folie ;
- le Plix ;
- le Bornier ;
- le Petit Quesnay ;
- le Londel ;
- Frémontel ;
- le Vinval ;
- la Gobbe.

### Communes limitrophes
Les communes limitrophes de Bracquetuit sont :
- Étaimpuis ;
- Saint-Victor-l'Abbaye ;
- Montreuil-en-Caux ;
- La Crique ;
- Grigneuseville.

| Montreuil-en-Caux     |             | La Crique      |
|                       | Bracquetuit |                |
| Saint-Victor-l'Abbaye | Étaimpuis   | Grigneuseville |

### Voies de communication et transports

#### Routiers
La commune de Bracquetuit est traversée par deux axes principaux qui se croisent en un rond-point construit en 2009 pour une meilleure sécurité des riverains.
Ses axes majeurs sont :
- la N 29 (axe Tôtes-Saint-Saëns (Seine-Maritime)) et permet ainsi de rejoindre par Tôtes la N 27 (voie rapide entre Rouen et Dieppe) et par Saint-Saëns (Seine-Maritime) sortie « le Pucheuil » l'A28 (axe Abbeville, Rouen, Alençon, Le Mans, Tours) ainsi que l'A29 (axe Le Havre, Yvetot, Neufchâtel-en-Bray, Amiens, Saint-Quentin) ;
- la D 151 (axe Bellencombre-Rouen via Isneauville).

#### Ferroviaires
La gare la plus proche est celle de Saint-Victor-l'Abbaye (ligne Rouen-Dieppe). Cette ligne dessert les gares de Rouen, Maromme, Malaunay-Le Houlme, Montville, Clères, Saint-Victor-l'Abbaye, Auffay, Longueville-sur-Scie, Saint-Aubin-sur-Scie et Dieppe.
Cette ligne est commune pour les gares de Rouen, Maromme, Malaunay-Le Houlme avec la ligne Paris-Le Havre et est électrifiée sur ce même tronçon.

### Logement
Il y a à Bracquetuit 130 logements en 2006 soit une progression de 8,3 % par rapport à 1999 parmi lesquels 111 résidences principales.
86,5 % des habitants sont propriétaires de leur logement.

### Hydrographie
La commune est située dans le bassin Seine-Normandie. Elle n'est drainée par aucun cours d'eau,.

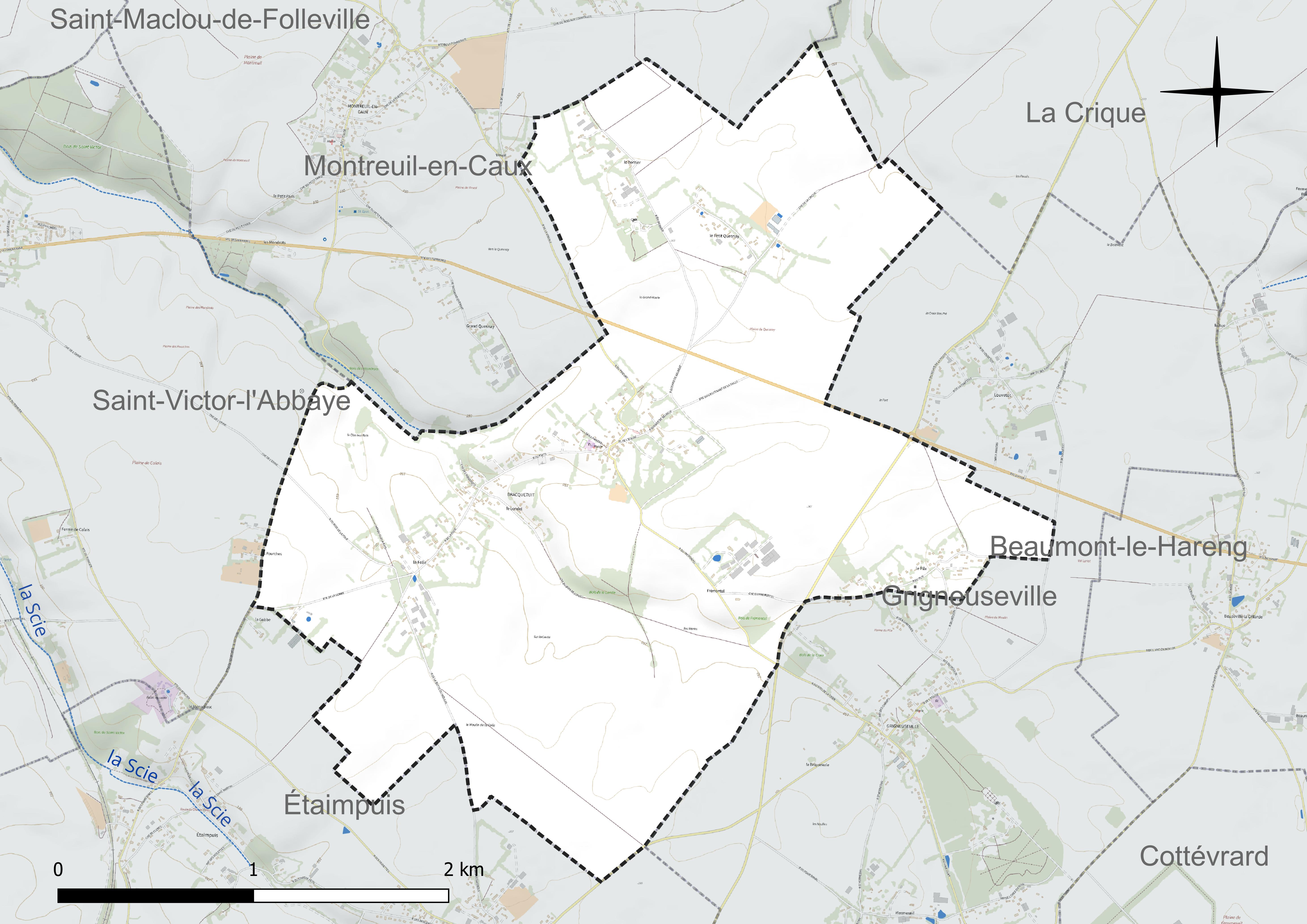
Réseau hydrographique de Bracquetuit.

### Climat
Pour des articles plus généraux, voir Climat de la Normandie et Climat de la Seine-Maritime.
En 2010, le climat de la commune est de type climat océanique altéré, selon une étude du CNRS s'appuyant sur une série de données couvrant la période 1971-2000. En 2020, Météo-France publie une typologie des climats de la France métropolitaine dans laquelle la commune est exposée à un climat océanique et est dans la région climatique Côtes de la Manche orientale, caractérisée par un faible ensoleillement (1 550 h/an) ; forte humidité de l’air (plus de 20 h/jour avec humidité relative > 80 % en hiver), vents forts fréquents. Parallèlement le GIEC normand, un groupe régional d’experts sur le climat, différencie quant à lui, dans une étude de 2020, trois grands types de climats pour la région Normandie, nuancés à une échelle plus fine par les facteurs géographiques locaux. La commune est, selon ce zonage, exposée à un « climat maritime », correspondant au Pays de Caux, frais, humide et pluvieux, légèrement plus frais que dans le Cotentin.
Pour la période 1971-2000, la température annuelle moyenne est de 10,1 °C, avec une amplitude thermique annuelle de 14,1 °C. Le cumul annuel moyen de précipitations est de 889 mm, avec 13,4 jours de précipitations en janvier et 8,8 jours en juillet. Pour la période 1991-2020, la température moyenne annuelle observée sur la station météorologique la plus proche, située sur la commune de Bouelles à 24 km à vol d'oiseau, est de 10,7 °C et le cumul annuel moyen de précipitations est de 838,4 mm,. Pour l'avenir, les paramètres climatiques de la commune estimés pour 2050 selon différents scénarios d’émission de gaz à effet de serre sont consultables sur un site dédié publié par Météo-France en novembre 2022.

## Urbanisme

### Typologie
Au 1er janvier 2024, Bracquetuit est catégorisée commune rurale à habitat dispersé, selon la nouvelle grille communale de densité à sept niveaux définie par l'Insee en 2022.
Elle est située hors unité urbaine. Par ailleurs la commune fait partie de l'aire d'attraction de Rouen, dont elle est une commune de la couronne,. Cette aire, qui regroupe 317 communes, est catégorisée dans les aires de 200 000 à moins de 700 000 habitants,.

### Occupation des sols
L'occupation des sols de la commune, telle qu'elle ressort de la base de données européenne d’occupation biophysique des sols Corine Land Cover (CLC), est marquée par l'importance des territoires agricoles (100 % en 2018), une proportion identique à celle de 1990 (100 %). La répartition détaillée en 2018 est la suivante : 
terres arables (73,1 %), zones agricoles hétérogènes (14,9 %), prairies (12 %). L'évolution de l’occupation des sols de la commune et de ses infrastructures peut être observée sur les différentes représentations cartographiques du territoire : la carte de Cassini (XVIIIe siècle), la carte d'état-major (1820-1866) et les cartes ou photos aériennes de l'IGN pour la période actuelle (1950 à aujourd'hui).

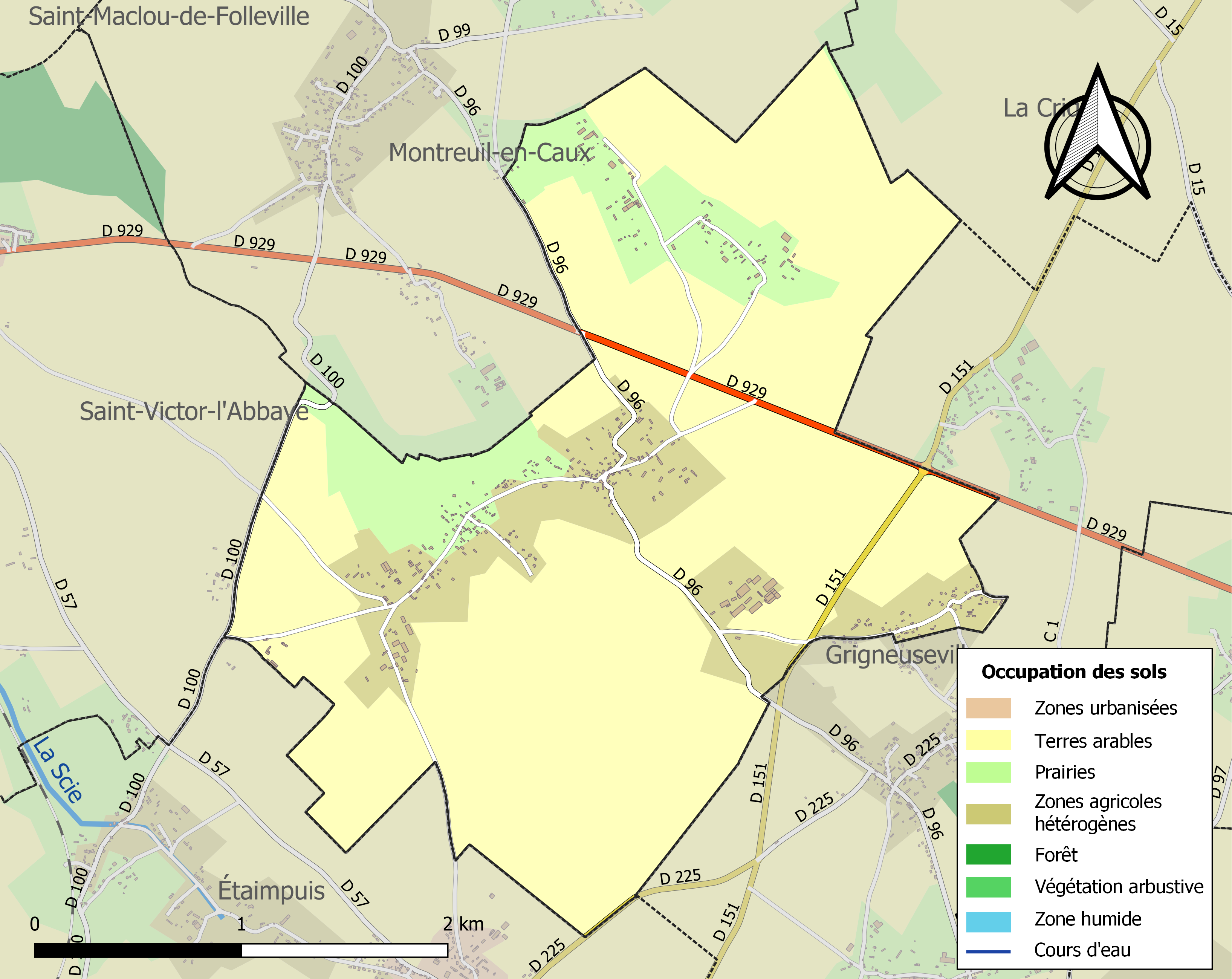
Carte des infrastructures et de l'occupation des sols de la commune en 2018 (CLC).

## Toponymie
Le nom de la localité est mentionné sous les formes Brachetuit en 1137, Parr. de Bracquetuit en 1283, Apud Braquetuit en 1248, Ecc. de Braquetuit vers 1240, Braquetuit en 1337 (Longnon), Sainte Marguerite de Braquetuit en 1454 (Arch. S.-M. G 2135), Sancte Marguarete de Bracquetuit en 1489 (Arch. S.-M., G 9481, 1941), Sainte Marguerite de Braquethuit en 1655,
de Braquetuit en 1714 (Arch. S.-M., G 1426, 738), Braquetuit en 1715 (Frémont).
Le nom est probablement antérieur de plus d'un siècle et demi à la forme la plus anciennement citée. On reconnait dans ce composé toponymique, les éléments norrois Þveit (vieux normand tuit) « essart » et norrois brakni « buisson » ou plutôt son équivalent anglo-scandinave non attesté *brāke. Ce nom de lieu a pour équivalent Bregentved (da) (Danemark) et Brackenthwaite (en) (Angleterre).

## Histoire
Situé sur la voie romaine Rouen-Dieppe, le village de Brachetuit est mentionné pour la première fois au XIIe siècle.
Historiquement située au sein du duché de Longueville, le village a également été le fief de membres de la famille Godart de Belbeuf dont certains comtes de Belbeuf pour lesquels les sépultures sont visibles sur le côté de l'église Sainte Marguerite .
Cure desservie au XVIIe siècle par le curé Pradon, frère du poète Nicolas Pradon, prêtre lui-même et lauréat des Palinods de Rouen. Aujourd'hui, Bracquetuit fait partie de la paroisse Saint Jean-Baptiste de Bosc-le-Hard.
La commune comptait 600 habitants au XIXe siècle.

## Politique et administration

### Tendances politiques et résultats
Élections présidentielles
Au 2e tour de l'élection présidentielle de 2002, le taux de participation était de 83 %.
- 84 % Jacques Chirac (UMP) élu
- 16 % Jean-Marie Le Pen (FN)

Au 2e tour de l'élection présidentielle de 2007, le taux de participation était de 87,01 %.
- 60,47 % Nicolas Sarkozy (UMP) élu
- 39,53 % Ségolène Royal (PS)

Au 2e tour de l'élection présidentielle de 2012, le taux de participation était de 83,33 %
- 58,29 % Nicolas Sarkozy (UMP)
- 41,71 % François Hollande (PS) élu

Élections européennes
Aux élections européennes de 2009, le taux de participation était de 40,08 %.
- UMP 30 %
- FN 12 %
- Europe-écologie 10 %
- Extrême gauche 10 %
- PS 9 %
- MODEM 7 %
- DVD 5 %
- PCF et partis de gauche 5 %

2014 : taux de participation 43,66 % :
- FN 28,23 %
- UMP 19,35 %
- FDG 10,48%
- PS 8,06 %
- DVD 8,06 %
- EELV 4,84 %

### Liste des maires
| Période                                  | Période                    | Identité           | Étiquette | Qualité                        |
| ---------------------------------------- | -------------------------- | ------------------ | --------- | ------------------------------ |
| Les données manquantes sont à compléter. |                            |                    |           |                                |
| 1842                                     | 1866                       | Félix Ozias Frigot |           |                                |
| 1904                                     | 1927                       | Lemonnier          |           |                                |
| 1939                                     |                            | Colnot             |           |                                |
| 1962                                     | 1967                       | Léon Colnot        |           |                                |
| Les données manquantes sont à compléter. |                            |                    |           |                                |
| 1977                                     | 2001                       | Moïse Petit        | DVD       | Exploitant agricole            |
| mars 2001                                | février 2019               | Martine Lacomblez  | DLF       | Démissionnaire                 |
| février 2019                             | En cours (au 10 août 2020) | Pascal Vallée      |           | Réélu pour le mandat 2020-2026 |

## Équipements et services publics

### Enseignement
La commune de Bracquetuit fait partie d'un regroupement scolaire : le SIVOS de Bracquetuit-Etaimpuis-Grigneuseville.
Dans le cadre du SIVOS a été mis en place une garderie sur la commune qui se propose de garder des enfants de l'école.
Le transport scolaire du collège René-Coty d'Auffay dessert la commune.

## Population et société

### Démographie
L'évolution du nombre d'habitants est connue à travers les recensements de la population effectués dans la commune depuis 1793. Pour les communes de moins de 10 000 habitants, une enquête de recensement portant sur toute la population est réalisée tous les cinq ans, les populations de référence des années intermédiaires étant quant à elles estimées par interpolation ou extrapolation. Pour la commune, le premier recensement exhaustif entrant dans le cadre du nouveau dispositif a été réalisé en 2006.

En 2022, la commune comptait 333 habitants, en évolution de −2,06 % par rapport à 2016 (Seine-Maritime : +0,35 %, France hors Mayotte : +2,11 %).
| 1793 | 1800 | 1806 | 1821 | 1831 | 1836 | 1841 | 1846 | 1851 |
| ---- | ---- | ---- | ---- | ---- | ---- | ---- | ---- | ---- |
| 649  | 630  | 630  | 570  | 572  | 593  | 596  | 541  | 528  |

| 1856 | 1861 | 1866 | 1872 | 1876 | 1881 | 1886 | 1891 | 1896 |
| ---- | ---- | ---- | ---- | ---- | ---- | ---- | ---- | ---- |
| 510  | 470  | 464  | 458  | 455  | 444  | 408  | 406  | 358  |

| 1901 | 1906 | 1911 | 1921 | 1926 | 1931 | 1936 | 1946 | 1954 |
| ---- | ---- | ---- | ---- | ---- | ---- | ---- | ---- | ---- |
| 379  | 387  | 376  | 323  | 310  | 300  | 286  | 274  | 330  |

| 1962 | 1968 | 1975 | 1982 | 1990 | 1999 | 2006 | 2011 | 2016 |
| ---- | ---- | ---- | ---- | ---- | ---- | ---- | ---- | ---- |
| 323  | 282  | 248  | 256  | 298  | 304  | 305  | 331  | 340  |

| 2021 | 2022 | - | - | - | - | - | - | - |
| ---- | ---- | - | - | - | - | - | - | - |
| 332  | 333  | - | - | - | - | - | - | - |

29,6 % des Bracourtuitais ont moins de 20 ans.
Bracquetuit est par sa population la 21835e ville de France, 908e de Haute-Normandie et 502e de Seine-Maritime (chiffres 2006).

### Sports et loisirs
- 2 boulodromes ;
- 1 court de tennis ;
- des chemins de randonnée.

### Cultes
La religion catholique est représentée dans la commune par une église (église Sainte-Marguerite) desservie par la paroisse Saint-Jean-Baptiste de Bosc-le-Hard, elle-même dans la circonscription archiépiscopale de Rouen, de laquelle dépendent les différents évêchés de Normandie que sont ceux de Bayeux, Évreux, Coutances, Séez et du Havre (Avranches et Lisieux ayant été supprimés à la Révolution), ainsi que par un cimetière où prend place en son centre un crucifix monumental.

## Économie

### Emploi
L'économie de la commune est principalement tournée vers l'agriculture, mais Bracquetuit est également le siège d'une entreprise de dépannage ainsi que d'une jardinerie qui possède de beaux aménagements paysagers.

## Culture locale et patrimoine

### Lieux et monuments

#### Moyen Âge
Le village aurait possédé deux mottes féodales d'après des écrits anciens.

#### XIIesiècle
L'église Sainte-Marguerite date du XIIe siècle ; le Christ de pierre remonte également au XIIe siècle. L'édifice abrite en outre 2 bannières dignes d'intérêt, aujourd'hui restaurées dont l'une est classée.

#### XIIIesiècle
La piscine à double cuvette date quant à elle du XIIIe siècle.

#### XVIesiècle
Les dalles tumulaires furent posées au XVIe siècle.

#### XVIIesiècle
C'est à cette époque que l'église fut remaniée. On peut aussi noter que la cloche a été fondue en 1646.

#### XVIIIesiècle
Le château de Bracquetuit est bâti au cours de ce siècle. Il comprend 4 étages au milieu d'un grand parc privé.

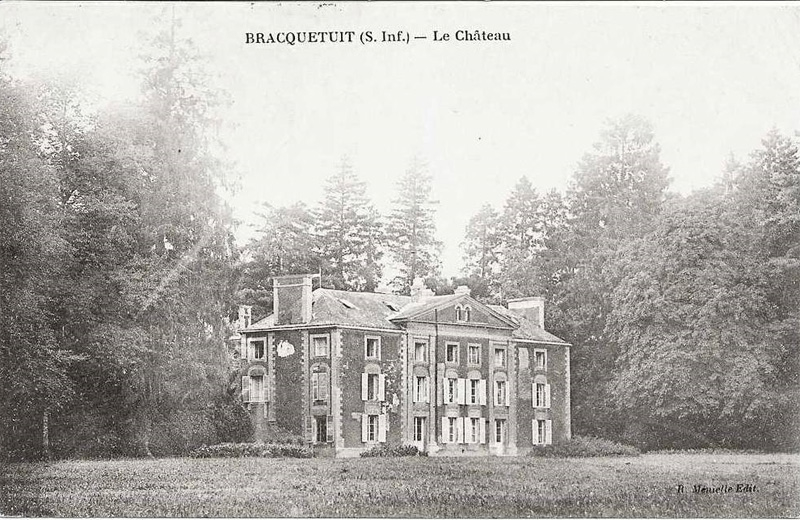
Carte postale du château vers 1910. (R. Ménuelle Édit.)

#### Autres informations
La commune abrite également un puits remarquable (Dragor).
La mare de Bracquetuit fait partie des aménagements de la commune.
En outre, elle comprend des habitations chargées d'histoire comme le manoir du Bornier qui fut jusqu'à la fin du XVIe siècle un relais de chasse, puis le relais du Bornier est transformé dès le XVIe siècle en un haut corps de logis en brique surmonté d’un toit de type Mansart. À la suite d'un incendie, la toiture se trouva complètement ravagée et la propriétaire décida alors de le reconstruire dans un style d'influence néo-palladienne.

#### Établissements communaux
La commune possède une mairie dont la façade est en brique et qui a été récemment restaurée. Elle dispose également d'une école ainsi que d'une garderie. On y trouve de surcroît une salle des fêtes avec un terrain clos agréable pour les familles y organisant des réceptions.

### Personnalités liées à la commune
- Poète Nicolas Pradon.
- Liste des ducs de Longueville.
- Famille Godart de Belbeuf.
- Famille Toulouse-Lautrec (de).